# Bathgate
Bathgate är en ort i Storbritannien.   Den ligger i kommunen West Lothian och riksdelen Skottland, i den centrala delen av landet, 500 km norr om huvudstaden London. Bathgate ligger 141 meter över havet och antalet invånare är 15 337.
Terrängen runt Bathgate är platt åt sydväst, men åt nordost är den kuperad. Runt Bathgate är det tätbefolkat, med 442 invånare per kvadratkilometer. Närmaste större samhälle är Livingston, 7,6 km öster om Bathgate. Trakten runt Bathgate består i huvudsak av gräsmarker.